# Marvelous Marvin Hagler
Marvelous Marvin Hagler (* 23. Mai 1954 in Newark, New Jersey als Marvin Nathaniel Hagler; † 13. März 2021 in Bartlett, New Hampshire) war ein US-amerikanischer Profiboxer im Mittelgewicht. Er war von 1980 bis 1987 unumstrittener Weltmeister dieser Gewichtsklasse und gilt als einer der besten Mittelgewichtsboxer aller Zeiten. Er gewann 62 seiner 67 Profikämpfe, davon 52 durch K. o., und boxte zweimal unentschieden.
Nach seiner Sportkarriere widmete er sich der Schauspielerei und war u. a. im Film Zwei Fäuste für Miami zu sehen.

## Amateurkarriere
Hagler gewann 1973 die Meisterschaft der Amateur Athletic Union (AAU) im Mittelgewicht und soll insgesamt 57 Kämpfe gewonnen haben.

## Profikarriere

### Anfänge
Am 18. Mai 1973 bestritt Hagler seinen ersten Profikampf. Obwohl er als Linkshänder hauptsächlich in der vorteilhaften Rechtsauslage boxte, war Hagler dafür bekannt, ein Switchhitter zu sein, jemand, der ständig zwecks Verwirrung des Gegners die Auslage wechselt. Seine ersten 14 Gegner waren klassische Aufbaugegner, unter denen sich kein einziger ehemaliger, amtierender oder zukünftiger Titelträger befand. Nur drei dieser Gegner konnten überhaupt eine positive Kampfbilanz vorweisen. Hagler gewann alle 14 Kämpfe, davon 12 durch Knockout. Am 30. August 1974 boxte er gegen den in 21 Profikämpfen ungeschlagenen Olympiasieger von 1972, Sugar Ray Seales, und gewann einstimmig nach Punkten. Hagler hatte damit gezeigt, dass er auch für größere Aufgaben geschaffen war, und schlug anschließend innerhalb von zwei Wochen zwei weitere Aufbaugegner k. o., ehe er am 26. November 1974 einen Rückkampf gegen Seales bestritt, der mit einem Unentschieden endete. Seine nächsten acht Kämpfe konnte er wieder gewinnen, davon sechs vorzeitig. Darunter war auch der in 29 Profikämpfen ungeschlagene Johnny Baldwin, den er einstimmig nach Punkten bezwang.
Ungeschlagen in bisher 26 Profikämpfen trat er am 13. Januar 1976 gegen Bobby Watts (26-3-1) in dessen Heimatstadt Philadelphia an und verlor völlig überraschend durch eine äußerst knappe, geteilte Punkteentscheidung. Nach einem folgenden K.-o.-Sieg in Runde 2 gegen den ehemaligen WM-Herausforderer Matt Donovan boxte er am 9. März 1976 gegen Willie Monroe (32-3-1), ebenfalls in dessen Heimatstadt Philadelphia. Auch diesen Kampf verlor Hagler überraschend nach Punkten. Es sollte jedoch seine letzte Niederlage für über elf Jahre bleiben.
Von Juni bis Dezember 1976 bestritt er noch vier weitere Kämpfe, die er alle durch K. o. gewann. Am 15. Februar 1977 gewann er den vakanten Nordamerikanischen Meistertitel durch technischen K. o. in Runde 12 gegen Willie Monroe und revanchierte sich so für die Niederlage vom März 1976. Auf seinem Weg zum WM-Kampf gewann er die folgenden 15 Kämpfe, davon 13 durch Knockout. Dabei besiegte er unter anderem erneut Willie Monroe (K. o. in Runde 2) und Sugar Ray Seals (K. o. in Runde 1) sowie zweimal den ehemaligen und zukünftigen Europameister Kevin Finnegan (K. o. in Runde 7 bzw. 9).

### Kampf gegen Vito Antuofermo
Als Nummer 1 der WBA-Rangliste und Nummer 2 der WBC-Rangliste stieg er als würdiger Herausforderer am 30. November 1979 gegen den amtierenden WBA- und WBC-Weltmeister Vito Antuofermo in Las Vegas in den Ring. Zur damaligen Zeit waren die WBA und WBC die einzigen beiden anerkannten Weltverbände im Profiboxsport, wodurch der Kampf zu einem prestigeträchtigen Duell avancierte. Die Kampfrekorde der beiden waren äußerst ähnlich; beide hatten bisher 49 Profikämpfe bestritten, dabei hatte Antuofermo 45 und Hagler 46 Kämpfe gewonnen.
Hagler war in den ersten Runden der deutlich überlegenere Mann und landete zahlreiche Wirkungstreffer. Antuofermo, der für seine Anfälligkeit von Cutverletzungen bekannt war, wollte sich nicht auf einen offenen Schlagabtausch mit dem für seine Schlagkraft bekannten Hagler einlassen und arbeitete mehr aus der Deckung heraus. Ab Runde 11 begann sich das Blatt jedoch zu wenden, als Hagler plötzlich Tempo aus dem Kampf nahm und dem zuvor bedrängten Antuofermo so die Möglichkeit zur Regeneration bot. Dieser wurde im weiteren Kampfverlauf stärker und konnte nun seinerseits Wirkungstreffer landen. In Runde 13 wäre Hagler nach einem rechten Haken des gebürtigen Italieners beinahe zu Boden gegangen, konnte sich jedoch mit dem Rücken gegen die Seile lehnen und weiterboxen. Hagler blieb jedoch gefährlich und konnte mehrmals mit seinen Schlag-Kombinationen punkten, die im Gesicht von Antuofermo ihre Spuren hinterließen.
Nach den vollen 15 Runden kam es schließlich zu einem der umstrittensten Punkteurteile der Boxgeschichte; Punktrichter Duane Ford wertete den Kampf 145:141 für Hagler, Punktrichter Dalby Shirley hingegen 144:142 für Antuofermo. Der dritte, entscheidende Punktrichter Hal Miller wertete den Kampf mit 143:143, womit der Kampf Unentschieden endete und Antuofermo seine Titel behalten konnte. Die New York Times etwa sah Hagler als den eigentlichen Sieger, während die Associated Press Antuofermo als den Sieger ansah.

### Kampf gegen Alan Minter und Gewinn der WBA- und WBC-Titel
Am 16. Februar 1980 besiegte er den Afrikanischen Meister Loucif Hamani durch K. o. in Runde 2 sowie am 19. April 1980 Bobby Watts durch technischen K. o. in Runde 2, womit er sich nun auch für die knappe Niederlage vom Januar 1976 rächen konnte. Am 17. Mai 1980 folgte ein einstimmiger Punktesieg gegen den mehrfachen Mexikanischen Meister Marcos Geraldo.
Am 27. September 1980 bekam Hagler in London erneut die Chance auf die Weltmeistertitel der WBA und WBC gegen den neuen Titelträger Alan Minter, der zuvor Vito Antuofermo durch Punktesieg entthront und auch den Rückkampf durch technischen K. o. in Runde 8 gewonnen hatte. Hagler dominierte den Kampf deutlich und gewann schließlich durch technischen K. o. in Runde 3, nachdem der Brite wegen einer Cutverletzung über dem linken Auge aus dem Kampf genommen worden war. Noch bevor Hagler zum neuen Weltmeister aller Verbände erklärt werden konnte, wurde er von den wütenden Zuschauern mit Wurfgeschossen attackiert und musste aus dem Ring evakuiert werden.

### Titelverteidigungen
In seiner ersten Titelverteidigung am 17. Januar 1981 besiegte er den in 30 Kämpfen ungeschlagenen Fulgencio Obelmejias durch technischen K. o. in Runde 8 und gewann auch den Rückkampf am 30. Oktober 1982 durch technischen K. o. in Runde 5.
Am 13. Juni 1981 gewann er den lang erwarteten Rückkampf gegen Vito Antuofermo durch technischen K. o. in Runde 4. Antuofermo bestritt anschließend für 39 Monate keinen Kampf mehr und verschwand von der internationalen Bühne. Auch die beiden WM-Herausforderer Mustafa Hamsho und William Lee besiegte er durch technischen K. o. in Runde 11 bzw. 1. Am 11. Februar 1983 verteidigte er beide Titel noch gegen den Europameister Tony Sibson durch technischen K. o. in Runde 6.

### Gewinn des IBF-Titels und weitere Titelverteidigungen
Am 27. Mai 1983 gewann er durch K. o. in Runde 4 gegen den US-Meister Wilford Scypion und wurde somit zum ersten Weltmeister des neugegründeten Weltverbandes IBF, dem er damit zu viel Ansehen verhalf.
Am 10. November 1983 verteidigte er alle drei Titel gegen Boxlegende Roberto Durán. Durán hatte bisher 77 von 81 Kämpfen gewonnen, davon 58 durch Knockout und war ehemaliger WBA- und WBC-Weltmeister im Leichtgewicht, WBC-Weltmeister im Weltergewicht und WBA-Weltmeister im Halbmittelgewicht. Hagler gewann den Kampf in Las Vegas einstimmig nach Punkten.
Am 30. März 1984 boxte er gegen die Nummer 1 der WBA-Weltrangliste, den Argentinier Juan Roldán (52-2-2) und gewann durch technischen K. o. in Runde 10. Roldán begann den Kampf in hohem Tempo und konnte mehrere starke Treffer landen. Nach 20 Sekunden der ersten Runde ging Hagler erstmals in seiner Karriere zu Boden, beharrte jedoch darauf, dass er nur bei einer Ausweichbewegung ausgerutscht sei. Obwohl er sofort wieder auf den Beinen war und keine Schlagwirkung zeigte, wurde er vom Ringrichter stehend bis 8 angezählt, ehe der Kampf wieder freigegeben wurde. Roldán konnte sein hohes Tempo jedoch nicht halten und musste selbst immer wieder Treffer einstecken, wobei sein rechtes Auge vollständig zuschwoll. Nach einem Niederschlag in Runde 10 zeigte er dem Ringrichter keine Bereitschaft weiterzuboxen, worauf dieser den Kampf zugunsten von Hagler beendete.
Am 19. Oktober 1984 verteidigte er seine Titel noch durch technischen K. o. in Runde 3 gegen Mustafa Hamsho, den er bereits am 3. Oktober 1981 ausknocken konnte.

### Kampf gegen Thomas Hearns
Am 15. April 1985 kam es im Caesars Palace von Las Vegas zu einem der spektakulärsten Boxkämpfe aller Zeiten, der unter dem Namen „The War“ (der Krieg) in die Geschichte einging. Marvin Hagler, als Weltmeister aller drei anerkannten WM-Titel am Höhepunkt seiner Karriere und seit über neun Jahren ungeschlagen, wurde von Thomas Hearns aus Detroit herausgefordert. Hearns hatte 40 seiner 41 Kämpfe gewonnen, davon 34 durch Knockout und war ehemaliger WBA-Weltmeister im Weltergewicht und ehemaliger WBC-Weltmeister im Halbmittelgewicht. Seine einzige Niederlage erlitt er im September 1981 bei einem Titelvereinigungskampf gegen Sugar Ray Leonard, Olympiasieger von 1976. Hearns konnte in dem Kampf dennoch so überzeugen, dass dieses Duell vom Ring Magazine zum „Kampf des Jahres“ gewählt wurde. Gegen Hagler plante er nun seinen erfolgreichen Einstieg ins Mittelgewicht.
Während sich Hagler vor dem Kampf aus der Öffentlichkeit weitgehend zurückzog und sich vollständig auf sein Training konzentrierte, war Hearns stark in der Öffentlichkeit präsent. Zwischen beiden Boxern entbrannte eine anhaltende Rivalität. Als der Gong die erste Runde einläutete, kam es zu einem die ganze Runde andauernden, offenen Schlagabtausch. Hagler verfolgte die Taktik, Hearns ständig zu bedrängen und so keine Zeit zum Nachdenken und Regenerieren zu lassen. Auch in Runde 2 hielt der wilde Schlagabtausch bis zum Ende an, wobei sich an beiden Boxern erste Spuren des Kampfes abzeichneten; Hearns hatte sich die Schlaghand verletzt – wie er später behauptete, sogar gebrochen –, Hagler hatte eine stark blutende Platzwunde an der Stirn erlitten. In allen drei Runden taumelte Hearns immer wieder, angeblich, so sein Trainer, weil er vor dem Kampf eine Massage bekommen hatte. In Runde 3 wurde der Kampf schließlich kurzzeitig unterbrochen, da Ringrichter Richard Steele die Platzwunde vom Ringarzt untersuchen lassen wollte; dieser gab jedoch sein Okay für die Fortführung des Kampfes. Hagler landete anschließend eine Rechte an Hearns Schläfe, worauf dieser durch den Ring taumelte. Noch ehe er sich erholt hatte, traf Hagler mit zwei weiteren Rechten, worauf Hearns zu Boden ging und ausgezählt wurde. Hagler gewann durch technischen K. o.; die beiden Kontrahenten wurden anschließend gute Freunde.
Viele Boxexperten bezeichneten das Duell als besten Kampf aller Zeiten im Mittelgewicht. Das Fachblatt Ring Magazine sprach von der großartigsten Runde der Boxgeschichte und den fesselndsten 8 Minuten aller Zeiten. Die erste Runde wurde zur „Runde des Jahres“ und der Kampf selbst zum „Kampf des Jahres“ gewählt.

### Kampf gegen Sugar Ray Leonard

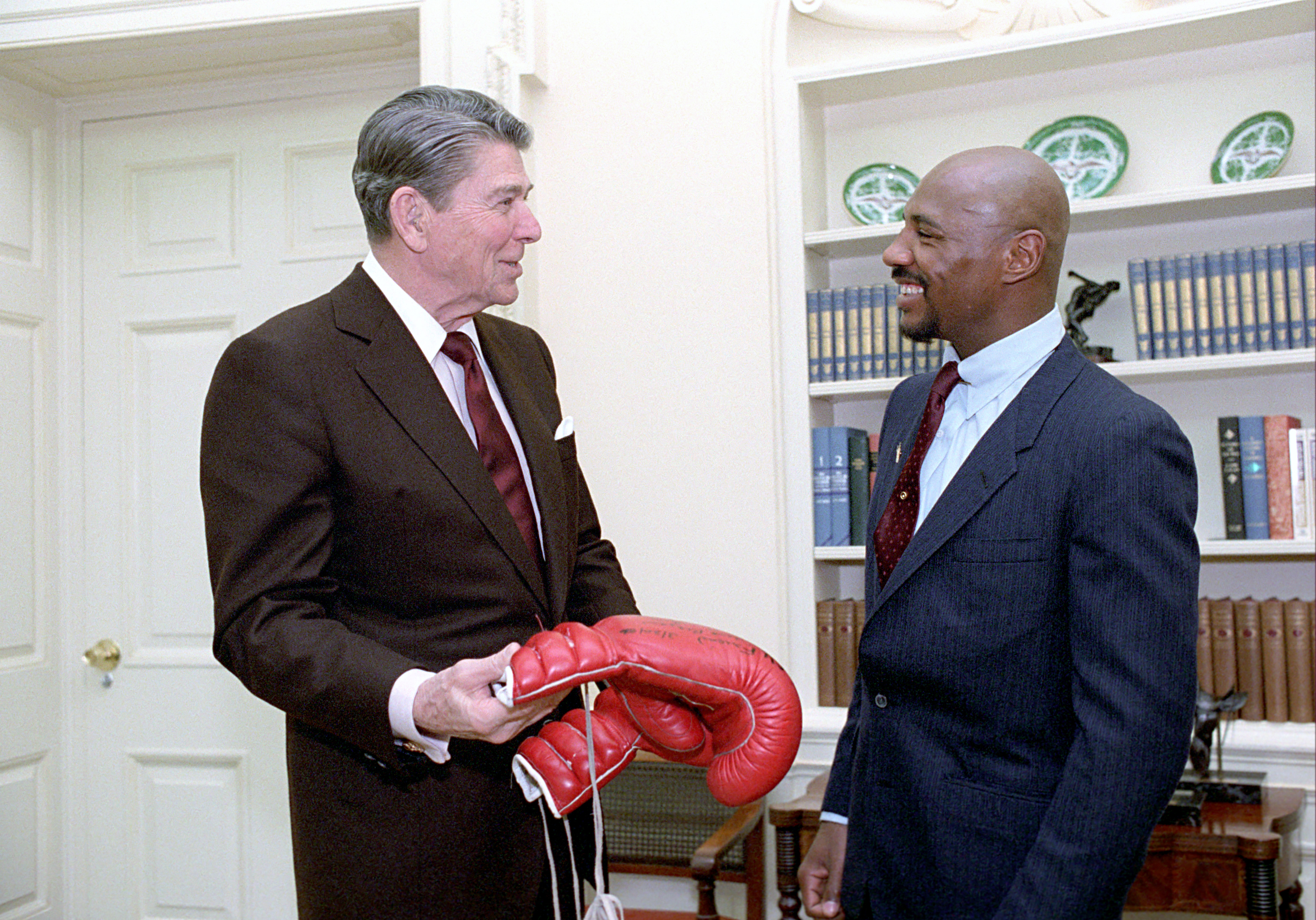
Hagler 1986 mit Ronald Reagan

Am 10. März 1986 besiegte er den ungeschlagenen späteren WBC-Weltmeister John Mugabi durch K. o. in Runde 11. Mugabi hatte bis dahin jeden seiner 25 Kämpfe durch K. o. gewonnen.
Am 6. April 1987 bestritt er einen Kampf gegen den schnellen Konterboxer Sugar Ray Leonard, den er knapp – und gemäß diversen Experten zu Unrecht – nach Punkten verlor. Leonard hatte nach jahrelanger Ringabstinenz ein Comeback gemacht, auf einen Teil seiner Gage verzichtet, um die Handschuhart bestimmen zu können, und einen extra großen Ring gefordert. Dies sollte sich auszahlen. Zwei der Punktrichter werteten den Kampf zugunsten von Leonard (118:110 und 115:113), während der dritte Punktrichter den Kampf 115:113 für Hagler wertete. Auch die Associated Press, Newsday, Chicago Sun-Times, Chicago Tribune und San Jose Mercury-News hatten Hagler als den eigentlichen Sieger gesehen, The New York Times, New York Post und The Washington Post werteten den Kampf unentschieden. Das Ring Magazine wählte den Kampf zum „Kampf des Jahres“.
Da Hagler in den folgenden Monaten der gewünschte Rückkampf verwehrt worden war (Leonard hatte sich gemäß einer vorherigen Ankündigung nach dem Kampf erneut vom Boxsport zurückgezogen), beendete er im Juni 1988 seine aktive Karriere.

## Privatleben
Der frühere Mittelgewichtsboxer Robbie Sims ist Haglers Halbbruder.
Aus seiner ersten Ehe gingen fünf Kinder hervor. Seine zweite Ehe mit einer Italienerin, die er im Mai 2000 schloss, blieb kinderlos.
Mitte März 2021 starb er im Alter von 66 Jahren.

## Erfolge
Amateur
- 1973: AAU-Champion im Mittelgewicht

Profi
- 15. Februar 1977: Nordamerikanischer Meister im Mittelgewicht
- 27. September 1980: WBC-Weltmeister im Mittelgewicht (11 Titelverteidigungen)
- 27. September 1980: WBA-Weltmeister im Mittelgewicht (11 Titelverteidigungen)
- 27. Mai 1983: IBF-Weltmeister im Mittelgewicht (5 Titelverteidigungen)

Weitere Ehrungen
- 1983 und 1985: Ring Magazine Boxer des Jahres und Sugar Ray Robinson Award
- Seine Kämpfe gegen Thomas Hearns (1985) und Sugar Ray Leonard (1987), wurden vom Ring Magazine jeweils zum „Kampf des Jahres“ gewählt
- 1993: Aufnahme in die International Boxing Hall of Fame

## Sonstiges
Da viele Sportkommentatoren nicht seinen Spitznamen Marvelous („wunderbar, fantastisch“) verwendeten, änderte er 1982 seinen bürgerlichen Namen auf Marvelous Marvin Hagler.
Nach seiner Boxkarriere wurde er Schauspieler in Italien und wirkte als Polizist in Virtual Weapon, sowie als US-Marine in den Filmen Indio und Indio 2 – Die Revolte mit.
Er war Mitglied der Laureus World Sports Awards.